# Amietia
Amietia is een geslacht van kikkers uit de familie Pyxicephalidae. De groep werd voor het eerst wetenschappelijk beschreven door Alan Dubois in 1987. Eerder werd de wetenschappelijke naam Afrana gebruikt.
Er zijn zestien soorten inclusief de pas in 2016 beschreven soort Amietia moyerorum. Alle soorten komen voor in delen van centraal en zuidelijk Afrika.

## Taxonomie
Geslacht Amietia
- Soort Amietia angolensis
- Soort Amietia chapini
- Soort Amietia delalandii
- Soort Amietia desaegeri
- Soort Amietia fuscigula
- Soort Amietia hymenopus
- Soort Amietia inyangae
- Soort Amietia johnstoni
- Soort Amietia moyerorum
- Soort Amietia nutti
- Soort Amietia poyntoni
- Soort Amietia ruwenzorica
- Soort Amietia tenuoplicata
- Soort Amietia vandijki
- Soort Amietia vertebralis
- Soort Amietia wittei

Amietia · 
Anhydrophryne · 
Arthroleptella · 
Cacosternum · 
Ericabatrachus · 
Microbatrachella · 
Natalobatrachus · 
Nothophryne · 
Poyntonia · 
Strongylopus · 
Tomopterna